# Andrew Watt
Andrew Watt (Great Neck, 20 oktober 1990) is een Amerikaanse producer, zanger, songwriter en gitarist. Als songwriter tekent hij onder zijn geboortenaam Wotman.

## Carrière
Watt begon zijn carrière als gitarist bij Jared Evan, met wij hij door Europa tourde, waarna hij op tournee ging bij Cody Simpson in het voorprogramma van Justin Bieber. Hij raakte bevriend met Bieber en schreef en produceerde liedjes voor hem. In 2013 richtte hij samen met Glenn Hughes (ex-bassist van o.a. Deep Purple) en drummer Jason Bonham het power trio California Breed op. De groep bracht in 2014 een album onder de groepsnaam uit, waarna het trio uit elkaar ging.
In 2015 bracht Watt onder zijn eigen naam de EP Ghost in My Head uit, en in 2016 een single "Burning Man" met rapper Post Malone. In 2018 en 2019 was hij als co-producer en co-songwriter betrokken bij 2 nummers van Malone's  nr 1 albums Beerbongs & Bentleys en Hollywood's Bleeding. Op het Grammy Award winnende rap-album  Invasion Of Privacy van Cardi B produceerde hij "Thru Your Phone".
Watt produceerde voor Ozzy Osbourne het in 2020 uitgekomen album Ordinary Man, waarop hij ook te horen is als gitarist, basgitarist, op orgel en in de achtergrondzang, en in 2022 het dubbelalbum Patient nr 9, dat een Grammy Award won als beste rock album.
Andere albums, die Watt produceerde, waren Calm van de rockband 5 Seconds of Summer, Plastic Hearts van Miley Cyrus, Justice van Justin Bieber, Earthling van Eddie Vedder en Every Loser van Iggy Pop. Hij won in 2021 de Grammy Award in de categorie "producer of the year".
Begin 2022 werd Watt de gitarist van de Earthlings, de begeleidingsband van Eddie Vedder bij zijn soloshows.
In 2023 werd Watt de eindproducer van het Rolling Stones album Hackney Diamonds.